# Edward Law
Edward Law, 1.er conde de Ellenborough (8 de septiembre de 1790 - 22 de diciembre de 1871) fue un noble y político británico  que ocupó el cargo de gobernador general de la India (1842-1844).

## Biografía
Hijo mayor del 1.er barón Ellenborough, fue educado en el Eton College y en el St. John's College en Cambridge. Estuvo casado dos veces, teniendo sólo un hijo, que murió a temprana edad.
Fue miembro de la Cámara de los Comunes hasta la muerte de su padre en 1818, cuando pasó a ocupar su asiento en la Cámara de los Lores.
En 1828 entró en el gobierno del duque de Wellington, ocupando el cargo de Lord Privy Seal, participando también en asuntos de política exterior, como asistente no oficial de Wellington. A continuación pasó a ocupar la presidencia del Junta de Dirección de la Compañía Británica de las Indias Orientales hasta la caída del gobierno en 1830. Ellenborough fue ante todo un administrador, mostrando un especial interés en la política aplicada en la India. Fue uno de los primeros políticos en plantear la idea de que el control de la India pasará a manos de la Corona, impresionado sobre todo por la creciente importancia que estaba adquiriendo esa zona de Asia Central, y ante un posible avance del Imperio ruso hacia las fronteras indias ordenó a Alexander Burnes que explorará la zona.
Ellenborough volvió a ocupar el mismo puesto durante la primera y segunda administración de Robert Peel. Tan sólo unos meses después de renovar el cargo por tercera vez la Junta de Dirección le nombró sustituto de Lord Auckland como gobernador general de la India. Su administración en la india duró dos años y medio, la mitad de un mandato normal, y fue desde el principio hasta el final objeto de duras críticas.
Ellenborough partió a la India con la orden de «restaurar la paz en Asia», pero su mandato estuvo marcado por la guerra. Nada más llegar a Delhi recibió la noticia de la masacre de Kabul, y de los asedios de Ghazni y Jalalabad, mientras que los cipayos de Madrás estaban al borde del motín. Ante este panorama, Ellenborough tuvo que luchar contra los afganos, los nativos de la provincia de Sind y los sikhs.
A su vuelta a Inglaterra, Ellenborough fue nombrado conde, aunque su administración pronto comenzó a ser objeto de continuos debates. A la vuelta de Peel al gobierno en 1846, Ellenborough fue nombrado primer lord del Almirantazgo.
En 1858, en el gobierno de lord Derby, volvió a ocupar por cuarta vez la presidencia de la Junta de Dirección de la Compañía de las Indias. Su principal objetivo fue entonces diseñar un nuevo esquema de gobierno para la India, pero la publicación de un artículo suyo en The Times criticando la gestión de Lord Canning provocó que dimitiera del cargo.
Entre esas medidas, Ellenborough abogaba por la abolición de la Junta de Dirección como un cuerpo de gobierno, la transferencia del gobierno de la India a la Corona y la creación de un consejo para que aconsejara al ministro quien tenía que dirigirlo. Estas sugerencias fueron llevadas a cabo por su sucesor, el Conde de Derby, en 1858.
Ellenborough murió en su residencia familiar, Southam House, cerca de Cheltenham, pasando los títulos a su sobrino Charles Edmund Law (1820-1890), excepto el condado, que quedó extinto.
- Datos: Q333207
- Multimedia: Edward Law, 1st Earl of Ellenborough / Q333207